# 王少萍
王少萍，中华人民共和国教育部长江学者特聘教授，北京航空航天大学自动化科学与电气工程学院副院长、教授，主要从事航空机电系统高可靠服役理论等方面的研究工作。

## 生平
1984年，进入北京航空航天大学学习，后留校任教。

## 荣誉
- 中国国家科学技术进步二等奖
- 中国教育部“长江学者特聘教授”
- 中国青年科技奖获得者
- 首批中国教育部新世纪优秀人才